# Děkanát Pławniowice
Pławniowický děkanát se nachází v diecézi gliwické a zahrnuje následující farnosti:
- farnost Všech Svatých v Bojszówie
- farnost svatého Martina Paczynie
- farnost Narození svatého Jana Křtitele a Panny Marie Čenstochovské v Poniszowicích
- farnost Neposkvrněného početí Panny Marie w Pławniowicích
- farnost svatého Josefa v Taciszowie
- farnost svatého Mikuláše v Rudně
- farnost svaté Trojice v Rachowicích